# 赫爾弗特冰原島峰

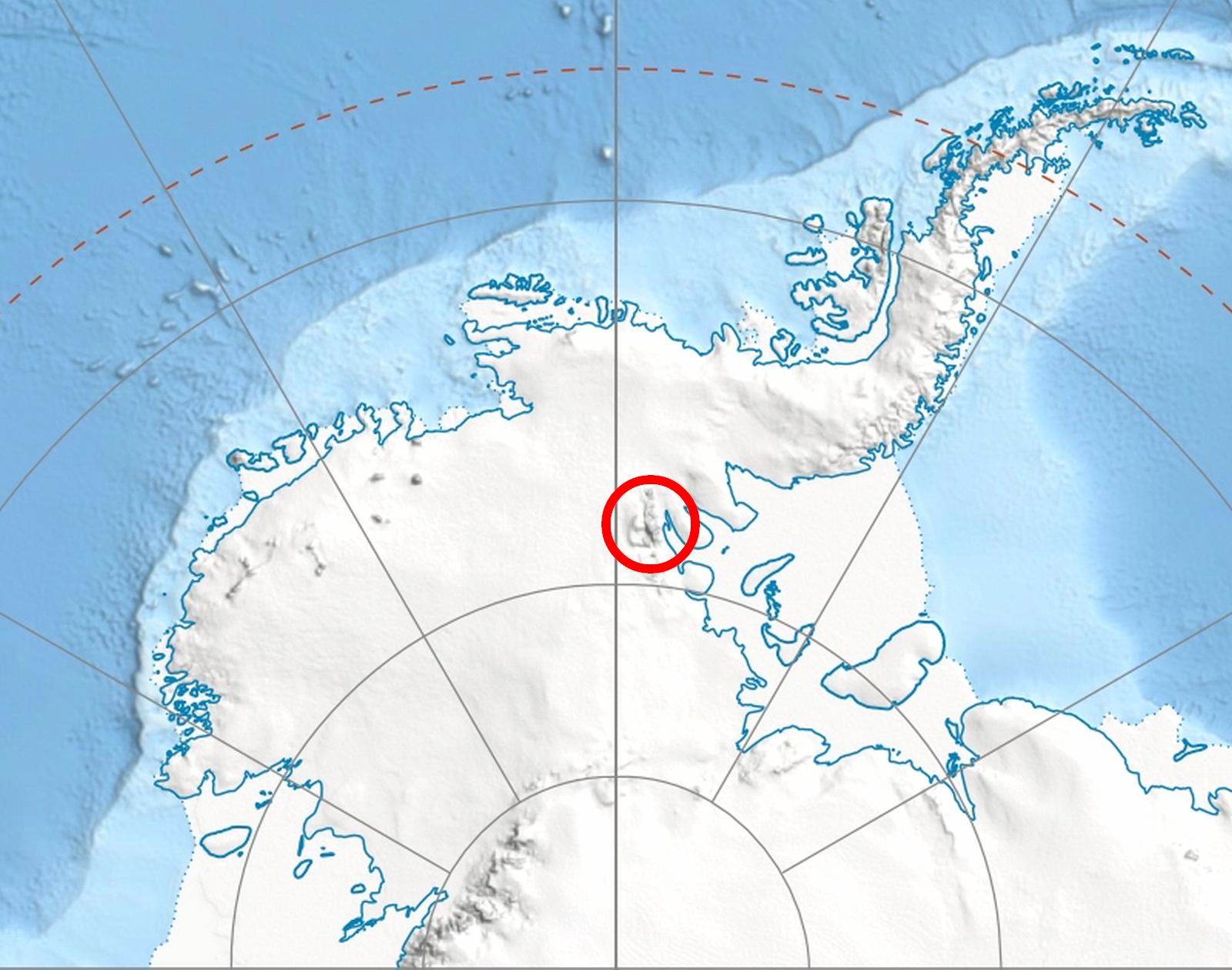

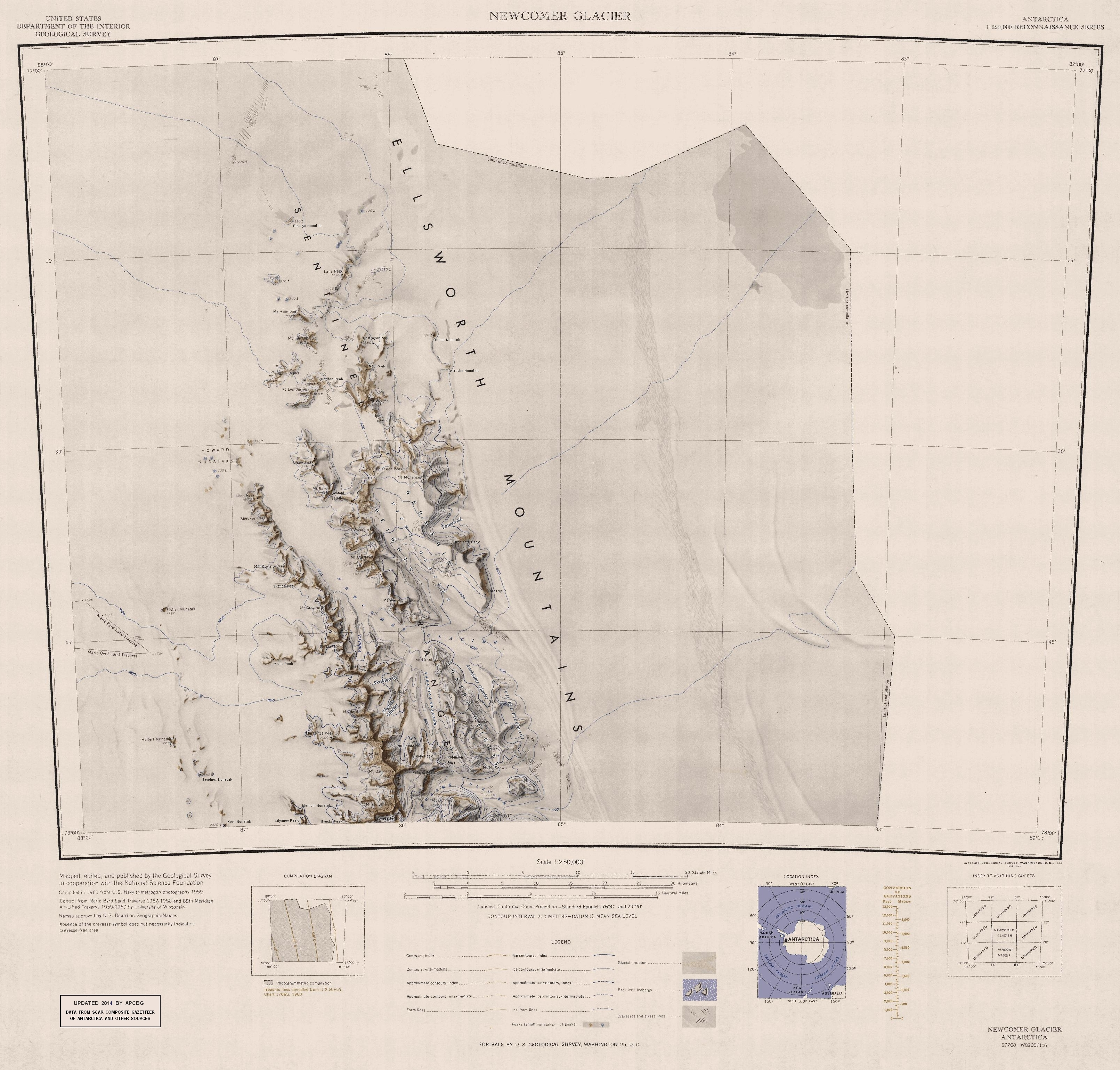

77°53′S 87°25′W / 77.883°S 87.417°W
赫爾弗特冰原島峰（英語：Helfert Nunatak）是南極洲的冰原島峰，位於埃爾斯沃思地，處於夏普山以西28公里，屬於埃爾斯沃思山脈中森蒂納爾嶺的一部分，由美國探險隊發現，以氣象學家命名，現時由南極條約體系管理。